# Pintura religiosa

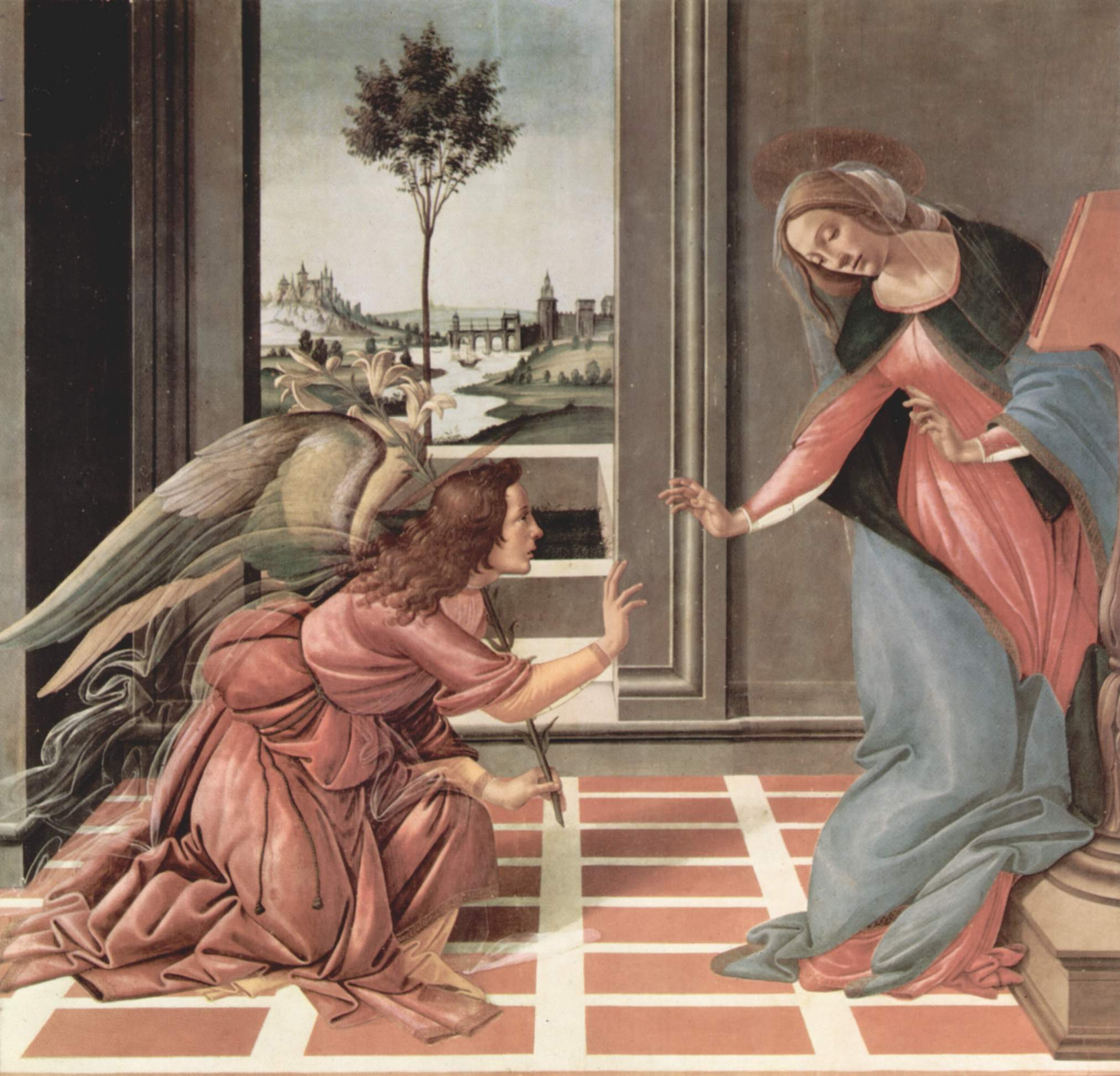
L'Anunciació de Botticelli

La pintura religiosa és la pintura que té com a tema les representacions dels textos sagrats, especialment dins dels tres monoteismes. A Europa es refereix sobretot a aquella que relata episodis de l'Antic o del Nou Testament, així com les vides dels sants i d'altres textos apòcrifs cristians.
És un gènere àmpliament desenvolupat, que constitueix una part molt important de la producció artística dels pintors en determinades èpoques.